# Джексон, Даррен
Да́ррен Дже́ксон (англ. Darren Jackson; 25 июля 1966, Эдинбург, Шотландия) — шотландский футболист. Выступал на позиции нападающего.
За свою карьеру поиграл за множество британских клубов, таких как шотландские «Ливингстон», «Данди Юнайтед», «Хиберниан», «Селтик», «Харт оф Мидлотиан», «Сент-Джонстон», «Клайдбанк» и английские «Ньюкасл Юнайтед», «Ковентри Сити».
В период с 1995 по 1998 год Джексон защищал цвета национальной сборной Шотландии, провёл в её составе 28 матчей, забил четыре мяча. Участник чемпионата мира 1998 года. Также был в составе «тартановой армии» на европейском первенстве 1996, но не сыграл на турнире ни одного матча.

## Карьера футболиста

### Клубная карьера
Даррен родился 25 июля 1966 года в столице Шотландии — городе Эдинбурге.
Летом 1985 года Джексон подписал свой первый профессиональный контракт футболиста с клубом «Мидоубанк Тисл». Чуть более чем за год в составе лотианского коллектива молодой форвард забил 22 мяча в 48 матчах, чем помог своей команде завоевать бронзовые медали Второго дивизиона страны сезона 1985/86. Бомбардирские качества Даррена привлекли внимание со стороны клубов из Англии. Наибольшую расторопность проявил «Ньюкасл Юнайтед», выкупивший в октябре 1986 года права на нападающего за 60 тысяч фунтов стерлингов. Дела в стане «сорок» пошли у Джексона не столь радужно — пользуясь доверием главного тренера Вилли Макфола, Даррен регулярно появлялся в основном составе «Юнайтед», но так и не смог проявить своих лучших качеств, забив за два года всего лишь семь мячей в 69 встречах. В 1988 году форвард вернулся на родину, подписав контракт с «Данди Юнайтед». На «Тэннадайс Парк» Джексон провёл четыре сезона. Наивысшим достижением форварда за это время стало достижение финала Кубка Шотландии сезона 1990/91, в котором «оранжево-чёрные» уступили «Мотеруэллу» со счётом 3:4. В июле 1992 года Даррен перешёл в эдинбургский «Хиберниан». Пять лет, проведённых в бело-зелёной футболке столичного клуба вновь не принесли форварду трофеев. В сезоне 1993/94 Джексон с «хибс» вышли в финал Кубка шотландской лиги, но там были биты «Рейнджерс» — 1:2. Летом 1995 года Даррен пополнил ряды глазговского «Селтика». Через некоторое время Джексону было диагностировано тяжёлое заболевание головного мозга — гидроцефалию. Операцию спортсмену сделали в сентябре того же года. Врачи ставили прогнозы по долгому восстановлению форварда после хирургического вмешательства, однако уже через три месяца Даррен смог приступить к тренировкам. Время в составе «кельтов» стало для Джексона более удачным на победы — в футбольном году 1997/98 нападающий был неотъемлемой частью команды «кельтов», которая победила в чемпионате страны и стала обладателями Кубка лиги. 26 марта 1999 года Даррен транзитом через «Ковентри Сити» перешёл в любимый клуб его детства — эдинбургский «Харт оф Мидлотиан».
В июле 2000 года Джексон в одном из интервью заявил, что готов закончить карьеру футболиста, и в своих ближайших планах он хочет получить тренерское образование. Через три месяца Даррен был подвергнут жёсткой обструкции со стороны руководства и фанатов «Хартс» после того, как признался в том, что в эдинбургском клубе ему некомфортно и он хотел бы вернуться в «Данди Юнайтед». В свою очередь представители «арабов» подтвердили свою заинтересованность в услугах Джексона. Но слова «оранжево-чёрных» разошлись с делом — в ноябре клуб с «Тэннадайс Парк» подписал форварда Чарли Миллера из английского «Уотфорда», поставив, тем самым, крест на надеждах Даррена вернуться в дандийский коллектив. Джексон был вынужден сосредоточиться на выступлениях за «Харт оф Мидлотиан». Однако пришедший в декабре на пост наставника «сердец» Крейг Левейн открыто сообщил, что дни Даррена на «Тайнкасл» сочтены, и футболист вскоре покинет команду.
В январе 2001 года Джексон отправился в месячную аренду в свой первый «игровой» клуб, теперь называвшийся «Ливингстон». Впоследствии ссуда была продлена до конца сезона 2000/01. Апрель принёс Даррену неутешительные вести — «Харт оф Мидлотиан» в одностороннем порядке разорвал с ним соглашение о сотрудничестве. В составе «Ливингстона» форвард стал победителем Первого шотландского дивизиона. По окончании футбольного года «львы» не стали заключать с Джексоном постоянный контракт, и Даррен оказался свободным агентом. В этом статусе он пробыл недолго, в июле поставив подпись под однолетним соглашением с клубом «Сент-Джонстон». За «святых» Джексон провёл десять матчей, после чего в январе 2002 года был отдан в аренду в клуб «Клайдбанк». По окончании сезона 2001/02 36-летний Даррен объявил о завершении карьеры футболиста.

#### Клубная статистика
| Клуб                                 | Сезон                                | Чемпионат | Чемпионат | Кубок | Кубок | Кубок Лиги | Кубок Лиги | Еврокубки | Еврокубки | Итого | Итого |
| Клуб                                 | Сезон                                | Игры      | Голы      | Игры  | Голы  | Игры       | Голы       | Игры      | Голы      | Игры  | Голы  |
| ------------------------------------ | ------------------------------------ | --------- | --------- | ----- | ----- | ---------- | ---------- | --------- | --------- | ----- | ----- |
| Мидоубанк Тисл/Ливингстон            | 1985/86                              | 48        | 22        | —     | —     | —          | —          | —         | —         | 48    | 22    |
| Мидоубанк Тисл/Ливингстон            | 2000/01                              | 9         | 1         | 4     | 0     | —          | —          | —         | —         | 13    | 1     |
| Всего за «Мидоубанк Тисл/Ливингстон» | Всего за «Мидоубанк Тисл/Ливингстон» | 57        | 23        | 4     | 0     | 0          | 0          | 0         | 0         | 61    | 23    |
| Ньюкасл Юнайтед                      | 1986/87                              | —         | —         | —     | —     | —          | —          | —         | —         | —     | —     |
| Ньюкасл Юнайтед                      | 1987/88                              | —         | —         | —     | —     | —          | —          | —         | —         | —     | —     |
| Всего за «Ньюкасл Юнайтед»           | Всего за «Ньюкасл Юнайтед»           | 69        | 7         | 0     | 0     | 0          | 0          | 0         | 0         | 69    | 7     |
| Данди Юнайтед                        | 1988/89                              | —         | —         | —     | —     | —          | —          | —         | —         | —     | —     |
| Данди Юнайтед                        | 1989/90                              | —         | —         | —     | —     | —          | —          | —         | —         | —     | —     |
| Данди Юнайтед                        | 1990/91                              | —         | —         | —     | —     | —          | —          | —         | —         | —     | —     |
| Данди Юнайтед                        | 1991/92                              | —         | —         | —     | —     | —          | —          | —         | —         | —     | —     |
| Всего за «Данди Юнайтед»             | Всего за «Данди Юнайтед»             | 87        | 30        | 0     | 0     | 0          | 0          | 0         | 0         | 87    | 30    |
| Хиберниан                            | 1992/93                              | —         | —         | —     | —     | —          | —          | —         | —         | —     | —     |
| Хиберниан                            | 1993/94                              | —         | —         | —     | —     | —          | —          | —         | —         | —     | —     |
| Хиберниан                            | 1994/95                              | —         | —         | —     | —     | —          | —          | —         | —         | —     | —     |
| Хиберниан                            | 1995/96                              | —         | —         | —     | —     | —          | —          | —         | —         | —     | —     |
| Хиберниан                            | 1996/97                              | 28        | 11        | 4     | 1     | 1          | 0          | —         | —         | 33    | 12    |
| Всего за «Хиберниан»                 | Всего за «Хиберниан»                 | 170       | 50        | 4     | 1     | 1          | 0          | 0         | 0         | 175   | 51    |
| Селтик                               | 1997/98                              | 23        | 3         | 3     | 1     | 2          | 1          | —         | —         | 28    | 5     |
| Селтик                               | 1998/99                              | 6         | 0         | —     | —     | 1          | 0          | 6         | 1         | 13    | 1     |
| Всего за «Селтик»                    | Всего за «Селтик»                    | 29        | 3         | 3     | 1     | 3          | 1          | 6         | 1         | 41    | 6     |
| Ковентри Сити                        | 1998/99                              | 3         | 0         | —     | —     | —          | —          | —         | —         | 3     | 0     |
| Всего за «Ковентри Сити»             | Всего за «Ковентри Сити»             | 3         | 0         | 0     | 0     | 0          | 0          | 0         | 0         | 3     | 0     |
| Харт оф Мидлотиан                    | 1998/99                              | 9         | 1         | —     | —     | —          | —          | —         | —         | 9     | 1     |
| Харт оф Мидлотиан                    | 1999/00                              | 36        | 6         | 3     | 1     | 3          | 2          | —         | —         | 42    | 9     |
| Харт оф Мидлотиан                    | 2000/01                              | 11        | 0         | —     | —     | 1          | 0          | 2         | 1         | 14    | 1     |
| Всего за «Харт оф Мидлотиан»         | Всего за «Харт оф Мидлотиан»         | 56        | 7         | 3     | 1     | 4          | 2          | 2         | 1         | 65    | 11    |
| Сент-Джонстон                        | 2001/02                              | 9         | 1         | —     | —     | 1          | 0          | —         | —         | 10    | 1     |
| Всего за «Сент-Джонстон»             | Всего за «Сент-Джонстон»             | 9         | 1         | 0     | 0     | 1          | 0          | 0         | 0         | 10    | 1     |
| Клайдбанк                            | 2001/02                              | 13        | 2         | —     | —     | —          | —          | —         | —         | 13    | 2     |
| Всего за «Клайдбанк»                 | Всего за «Клайдбанк»                 | 13        | 2         | 0     | 0     | 0          | 0          | 0         | 0         | 13    | 2     |
| Всего за карьеру                     | Всего за карьеру                     | 493       | 123       | 14    | 3     | 9          | 3          | 8         | 2         | 524   | 131   |

### Сборная Шотландии
С 1995 по 1998 год Джексон защищал цвета национальной сборной Шотландии. Его дебют в составе «тартановой армии» состоялся 29 марта 1995 года, когда «горцы» в рамках отборочного турнира к чемпионату Европы 1996 в гостевом матче встречались с командой России. С того поединка Даррен пробился в основной состав сборной, проведя все игры квалификационного цикла, по итогам которого шотландцы смогли пробиться на континентальное первенство. Главный тренер национальной команды Крейг Браун включил нападающего в заявку на этот турнир, однако так и не выпустил его на поле в поединках чемпионата. 5 октября следующего года Джексон открыл счёт своим голам за «тартановую армию», поразив в отборочной встрече чемпионата мира 1998 ворота Латвии. В 1998 году Даррен в составе сборной поехал на «мундиаль», проходивший во Франции. На турнире Джексон принял участие в двух матчах — против команд Бразилии и Норвегии. Свою последнюю встречу за «горцев» нападающий провёл 10 октября того же года — в тот день шотландцы на эдинбургском стадионе «Тайнкасл» принимали эстонцев.
Всего за национальную сборную Джексон сыграл 28 матчей, забил четыре гола.

#### Матчи и голы за сборную Шотландии
| №  | Дата            | Место                                            | Оппонент          | Счёт | Голы Джексона | Соревнование                                                    |
| 1  | 29 марта 1995   | «Лужники», Москва, Россия                        | Россия            | 0:0  | —             | Отборочный матч чемпионата Европы по футболу 1996               |
| 2  | 26 апреля 1995  | Олимпийский стадион, Серравалле, Сан-Марино      | Сан-Марино        | 2:0  | —             | Отборочный матч чемпионата Европы по футболу 1996               |
| 3  | 21 мая 1995     | «Биг Арч», Хиросима, Япония                      | Япония            | 0:0  | —             | Kirin Cup                                                       |
| 4  | 24 мая 1995     | «Тояма Парк», Тояма, Япония                      | Эквадор           | 1:2  | —             | Kirin Cup                                                       |
| 5  | 7 июня 1995     | «Тофтир», Тофтир, Фарерские острова              | Фарерские острова | 2:0  | —             | Отборочный матч чемпионата Европы по футболу 1996               |
| 6  | 16 августа 1995 | «Хэмпден Парк», Глазго, Шотландия                | Греция            | 1:0  | —             | Отборочный матч чемпионата Европы по футболу 1996               |
| 7  | 6 сентября 1995 | «Хэмпден Парк», Глазго, Шотландия                | Финляндия         | 1:0  | —             | Отборочный матч чемпионата Европы по футболу 1996               |
| 8  | 11 октября 1995 | «Росунда», Стокгольм, Швеция                     | Швеция            | 0:2  | —             | Товарищеский матч                                               |
| 9  | 15 ноября 1995  | «Хэмпден Парк», Глазго, Шотландия                | Сан-Марино        | 5:0  | —             | Отборочный матч чемпионата Европы по футболу 1996               |
| 10 | 27 марта 1996   | «Хэмпден Парк», Глазго, Шотландия                | Австралия         | 1:0  | —             | Товарищеский матч                                               |
| 11 | 24 апреля 1996  | «Паркен», Копенгаген, Дания                      | Дания             | 0:2  | —             | Товарищеский матч                                               |
| 12 | 26 мая 1996     | «Уиллоу Брук Парк», Нью-Бритен, США              | США               | 1:2  | —             | Товарищеский матч                                               |
| 13 | 5 октября 1996  | «Даугава», Рига, Латвия                          | Латвия            | 2:0  | 1             | Отборочный матч чемпионата мира по футболу 1998                 |
| 14 | 10 ноября 1996  | «Айброкс», Глазго, Шотландия                     | Швеция            | 1:0  | —             | Отборочный матч чемпионата мира по футболу 1998                 |
| 15 | 29 марта 1997   | «Регби Парк», Килмарнок, Шотландия               | Эстония           | 2:0  | —             | Отборочный матч чемпионата мира по футболу 1998                 |
| 16 | 2 апреля 1997   | «Селтик Парк», Глазго, Шотландия                 | Австрия           | 2:0  | —             | Отборочный матч чемпионата мира по футболу 1998                 |
| 17 | 30 апреля 1997  | «Уллеви», Гётеборг, Швеция                       | Швеция            | 1:2  | —             | Отборочный матч чемпионата мира по футболу 1998                 |
| 18 | 27 мая 1997     | «Регби Парк», Килмарнок, Шотландия               | Уэльс             | 0:1  | —             | Товарищеский матч                                               |
| 19 | 1 июня 1997     | Национальный стадион, Та'Кали, Мальта            | Мальта            | 3:2  | 2             | Товарищеский матч                                               |
| 20 | 8 июня 1997     | «Динамо», Минск, Беларусь                        | Беларусь          | 1:0  | —             | Отборочный матч чемпионата мира по футболу 1998                 |
| 21 | 25 марта 1998   | «Айброкс», Глазго, Шотландия                     | Дания             | 0:1  | —             | Товарищеский матч                                               |
| 22 | 22 апреля 1998  | «Истер Роуд», Эдинбург, Шотландия                | Финляндия         | 1:1  | 1             | Товарищеский матч                                               |
| 23 | 23 мая 1998     | «Джайентс», Нью-Йорк, США                        | Колумбия          | 2:2  | —             | Товарищеский матч                                               |
| 24 | 30 мая 1998     | Стадион имени Роберта Ф. Кеннеди, Вашингтон, США | США               | 0:0  | —             | Товарищеский матч                                               |
| 25 | 10 июня 1998    | «Стад де Франс», Париж, Франция                  | Бразилия          | 1:2  | —             | Чемпионат мира по футболу 1998 (финальные игры, групповой этап) |
| 26 | 16 июня 1998    | «Стад де Парк Лескюр», Бордо, Франция            | Норвегия          | 1:1  | —             | Чемпионат мира по футболу 1998 (финальные игры, групповой этап) |
| 27 | 5 сентября 1998 | «Жальгирис», Вильнюс, Литва                      | Литва             | 0:0  | —             | Отборочный матч чемпионата Европы по футболу 2000               |
| 28 | 10 октября 1998 | «Тайнкасл», Эдинбург, Шотландия                  | Эстония           | 3:2  | —             | Отборочный матч чемпионата Европы по футболу 2000               |

Итого: 28 матчей / 4 гола; 13 побед, 7 ничьих, 8 поражений.

#### Сводная статистика игр/голов за сборную
| Сборная          | Год              | Отборочные матчи ЧМ | Отборочные матчи ЧМ | Финальные матчи ЧМ | Финальные матчи ЧМ | Отборочные матчи ЧЕ | Отборочные матчи ЧЕ | Финальные матчи ЧЕ | Финальные матчи ЧЕ | Товарищеские матчи | Товарищеские матчи | Kirin Cup | Kirin Cup | Итого | Итого |
| Сборная          | Год              | Игры                | Голы                | Игры               | Голы               | Игры                | Голы                | Игры               | Голы               | Игры               | Голы               | Игры      | Голы      | Игры  | Голы  |
| ---------------- | ---------------- | ------------------- | ------------------- | ------------------ | ------------------ | ------------------- | ------------------- | ------------------ | ------------------ | ------------------ | ------------------ | --------- | --------- | ----- | ----- |
| Шотландия        | 1995             | —                   | —                   | —                  | —                  | 6                   | 0                   | —                  | —                  | 1                  | 0                  | 2         | 0         | 9     | 0     |
| Шотландия        | 1996             | 2                   | 1                   | —                  | —                  | —                   | —                   | —                  | —                  | 3                  | 0                  | —         | —         | 5     | 1     |
| Шотландия        | 1997             | 4                   | 0                   | —                  | —                  | —                   | —                   | —                  | —                  | 2                  | 2                  | —         | —         | 6     | 2     |
| Шотландия        | 1998             | —                   | —                   | 2                  | 0                  | 2                   | 0                   | —                  | —                  | 4                  | 1                  | —         | —         | 8     | 1     |
| Всего за карьеру | Всего за карьеру | 6                   | 1                   | 2                  | 0                  | 8                   | 0                   | 0                  | 0                  | 10                 | 3                  | 2         | 0         | 28    | 4     |

### Достижения
«Мидоубанк Тисл/Ливингстон»
- Победитель Первого дивизиона шотландской футбольной лиги: 2000/01

 «Данди Юнайтед»
- Финалист Кубка Шотландии: 1990/91

 «Хиберниан»
- Финалист Кубка шотландской лиги: 1993/94

 «Селтик»
- Чемпион Шотландии: 1997/98
- Обладатель Кубка шотландской лиги: 1997/98

## Жизнь вне футбольного поля
Несмотря на то, что в 2000 году Джексон заявлял о своим желании стать тренером, он нашёл своё призвание в другом — с 2002 года бывший игрок сборной Шотландии работает спортивным агентом. Среди его клиентов такие шотландские футболисты и тренеры, как Джеки Макнамара, Марк Уилсон, Стивен Томпсон и другие.